# 中国人民解放军海军第一职工中等专业学校
中国人民解放军海军第一职工中等专业学校，又名中国人民解放军海军安庆科技学校、安庆海天专修学院，位于安徽省安庆市宜秀区司空山路25号，隶属中国人民解放军海军装备部。

## 简介
1986年，在原海军四八一二工厂技工学校的基础上组建中国人民解放军海军第一职工中等专业学校，隶属中国人民解放军海军装备修理部。1989年，根据海军装备修理部关于海军职工学校调整的通知精神，该校转归海军四八一二工厂管理。2006年11月，根据中国人民解放军海军装备部装办〔2006〕400号《关于海军第一职工中等专业学校改变隶属关系事》通知精神，该校转隶海军装备部，成为海军装备部直属事业单位。
截至2008年，学校已为海军四八一二、四八一三、四三一〇、四八二〇、四八〇八、四八一〇、四三〇八、四三三〇、九〇二、四八〇六、四八〇七、四八〇二、四八〇四、四二一〇、四八一九、四三二八、四七二三、八〇二、四三〇六工厂等海军直属单位及海军各基地工厂输送4800多名中等专业技术人才，为军队系统的三四一九、九三〇六、三四〇五工厂、三二五医院、五九二六四、五九二八五、五九二八六部队培训了3600多名中等专业技术人才。
2016年，在深化国防和军队改革中，海军第一职工中等专业学校暂时移交海军第四八一二工厂代为管理，并实行机构精简、人员分流。